# 중국철도총공사
중국철도총공사(중국어 간체자: 中国铁路总公司)는 중화인민공화국의 여객철도 및 화물열차 운송을 책임지며, 중화인민공화국의 국무원에서 관리(소유)하는 중화인민공화국의 국유 기업이다. 또한 중국철도총공사는 중화인민공화국 국무원의 1조 360억 위안의 자금 지원 및 전국민소유제 공업기업법 및 교통운수부, 국가 철도국 법률에 따라 2013년 3월 14일에 창립하게 되었으며, 성광조 전 철도부 부장이 맡아 초임하였다.

## 역사
- 2012년 3월 10일, 국무위원 겸 정부의 국무원 조직 개편 및 기능 전환 방안을 신청하여, 제12기 전국인민대표대회의 첫번째 회의ㆍ심의에 상정되어 편성(설치)되었다. 국가철도국, 교통운수부가 관리하며, 책임진다. 또한, 철도부 및 기타 행정 직책이 중국 철도 총공사의 임원으로 조직되고, 철도부의 기업 직책을 책임지고, 더 이상 철도부를 보존하지 않기로 의결되었다.
- 2013년 3월 14일, 제12번째 전국 인민대표대회의 제1번째 회의를 표결하였다. 국무원 기구 개혁과 기능 전환 방안을 통과시킨다. 같은 날, 국무원은 회답하여 중국철도총공사를 조직하여, 출자 자금은 10360억위안, 전 철도부 자산에서 사용되었다. 인원과 새로운 회사, 철도부의 전 소속에 대한 18개 철도국에 나누어 넣고(광저우철도그룹사, 칭창철도회사 포함), 세 개 전문 운수회사 및 기타 기업 권익을 신 회사의 국유자본으로 삼는다. 같은 날, 중국 철도 총공사는 중화인민공화국 전국민 소유제 공업 기업법의 설립 (전 철도부 장관에 의거) 성광조를 정식으로 사장 겸 당조직 서기로 임명하였다.
- 2013년 3월 17일, 기존 철도부 헌판에, 중화인민공화국 철도부 상패를 내리고, 중국철도총공사의 상패를 새로 설치하였다.
- 2013년 10월 11일, 중국철도총공사의 홈페이지가 개통되었다.

## 직책
중국철도총공사 사장은, 기업, 조직, 철도 수송 통일 배치 지휘를 책임지고, 국가 여객 철도 운송 경영을 관리 및 책임지고, 국가 규정의 공익성 운송을 책임지며, 국가경제 및 국민생활과 관계된 중점 운송 등은 특별수송한다. 공사 사장은 책임감을 지니고, 철도를 입안하고 투자·건설 하여 국가 철도망을 개선할 계획이며, 건설 자금에 대한 조달 방안 등에 대한 사항을 건의 한다.

## 조직

### 조직 배치
- 사장실
- 발전전략 및 법무과
- 통계 계획과
- 재무ㆍ회계부
- 과학ㆍ기술 관리부
- 인사노무과
- 노동위생과
- 국제협렵부
- 자본운용및 개발부서
- 물자 관리부
- 수송국
  - 종합부
  - 운영부
  - 배치부
  - 기계부
  - 차량부
  - 전기ㆍ전력관리부
  - 전기서비스부
  - 정보ㆍ시스템 부서
- 건설관리부
- 안전관리국
- 감사국
- 홍보부
- 중화 전국 철도노동조합총회
- 전국 철도 공청위원회
- 직속 기관 당 위원회
- 퇴직간부국
- 철도공안국(국무원 연계 관리기구)

### 직속 기관
- 엔지니어 품질 관리 감독 센터
- 기금 결산 센터
- 연구 관리 센터
- 문서 보관 센터

### 하위 기업
- 하얼빈 철도국
- 선양 철도국
- 북경 철도국
- 타이위안 철도국
- 후허하오터 철도국
- 정저우 철도국
- 우한 철도국
- 시안 철도국
- 지난 철도국
- 상하이 철도국
- 난창 철도국
- 난닝 철도국
- 청두 철도국
- 쿤밍 철도국
- 란저우 철도국
- 우루무치 철도국
- 광저우 철도그룹
- 칭창 철도회사
- 중국 철도 특수화물 운송(주)
- 중국 철도 익스프레스(주)
- 중국 철도 컨테이너 운송 유한책임회사
- 중국 철도 정보기술센터
- 중국 철도 건설투자회사
- 중국 철도 과학연구원
- 중국 철도 출판사
- 인민 철도 보사(철도 TV영화음향녹화센터)

### 기업 및 사업부문
- 철도부 경제 계획 연구원 (철도부 공사 설계 감정 중심).
- 특별 수송 사무실
- 중국철도 문예공작단
- 중국기관차 스포츠단
- 철도부 기관 서비스 센터 (철도 기관 훈련센터, 철도 기관 인쇄 실, 철도 기관 부동산 관리소, 철도 기관 베이다이허 간부 요양소, 철도 기관 유치원을 포함한다.)

별도로 철도의 제3번째 탐사 설계원 그룹유한회사가 있고, 중국철도 은이 유한책임회사를 통하고, 중국 철도는 기금공사를 확대하며, 철도 재산 자아 보호 회사 준비팀, 중국 철도 국제유한회사 준비팀 등이 존재한다.

## 같이 보기
- 중화인민공화국의 철도
- 중국철로고속
- 홍콩 지하철
- 중화인민공화국의 고속철도